# Aleksandar Xalamànov
Aleksandar Xalamànov (búlgar: Александър Шаламанов)  (Boiana, 4 de setembre de 1941 - Boiana, 25 d'octubre de 2021) fou un futbolista búlgar de la dècada de 1960.
Fou 42 cops internacional amb la selecció búlgara amb la qual participà en la Copa del Món de Futbol de 1966 i 1970.
Pel que fa a clubs, defensà els colors de CSKA Sofia i Slavia Sofia.
També fou un destacat esquiador alpí, participant en els Jocs Olímpics d'hivern de 1960. A més participà en els Jocs Olímpics de 1964 com a reserva de la selecció de voleibol.
És el pare de l'esquiador Stèfan Xalamànov.